# 渡里杉一郎
渡里 杉一郎（わたり すぎいちろう、1925年3月28日 - 2017年4月12日）は、日本の経営者。東芝社長を務めた。

## 経歴
山形県山形市出身。1958年、東京大学経済学部経済学科を卒業し、同年、東京芝浦電気(現在の東芝)に入社。1978年6月に取締役に就任し、常務、専務を経て、1984年6月に副社長に就任した。1986年4月に社長に昇格したが、1987年7月に東芝機械ココム事件における責任を取り、社長を辞任。1987年からは相談役を務めた。
1991年から1999年までに経団連副会長を務め、東京電力監査役、日中経済協会会長なども歴任した。
1992年4月に藍綬褒章を受章した。
2017年4月12日心不全のため死去。92歳没。